# أليكساندرو نيكولاي
أليكساندرو نيكولاي (بالرومانية: Alexandru Nicolae)‏ هو لاعب كرة قدم روماني في مركز الدفاع، ولد في 17 مارس 1955 في بوخارست في رومانيا. شارك مع منتخب رومانيا لكرة القدم. أما مع النوادي، فقد لعب مع دينامو بوخارست ونادي أولت سكورنيكشتي.